# يوميات غوانتانامو
يوميات غوانتانامو هوَ كتاب صدر عام 2015 يحكي جزءًا من السيرة الذاتية للموريتاني محمدو ولد صلاحي. كُتبَ هذا الكتاب في الأصل من قِبل محمدو ولد صلاحي نفسه وهوَ مواطن موريتاني احتجزتهُ الولايات المتحدة بدون تهمة لمدة أربعة عشر عامًا ويُعدّ صلاحي أحد الأفراد القلائل المحتجزين في غوانتانامو والذي اعترف المسؤولون الأمريكيون بأنه تعرض للتعذيب.
قام الصحفي لاري سيمز بجمعِ مذكرات صلاحي وترتيبها في كتابٍ منسق وذلك بمساعدة من محامي محمدو لكنّ الشيء المُلاحظ أنّ كل صفحات الكتاب قد خضعت للرقابة العسكرية فتمّ تغطية العديدِ من الجمل والأسماء طوالَ صفحات الكتاب. نُشرت هذهِ المذكرات بينما كان صلاحي لا يزالُ محتجزاً في معسكر غوانتانامو دون تهمة. لقد خلّف الكتاب ردود فعل كثيرة وقويّة حيثُ فوجئ العديد من المراجعين بما قاساهُ صلاحي خاصّة أنّه لم يكن له أيّ صِلة بما حصلَ في هجمات 11 سبتمبر كما فوجئ النقاد والقراء من مدى بشاعة التعذيب الوحشي الذي تعرّضَ لهُ الشاب الموريتاتي طوالَ فترة احتجازه.
بحلول يونيو/حزيران من عام 2015؛ قامَ عددٌ من المنتجين وعلى رأسهم لويد ليفين ومايكل برونر بالإضافة إلى الممثل بيندكت كامبرباتش بشراء حقوق نشر الكِتاب من أجلِ تحويله لفيلمٍ فيما بعد. جديرٌ بالذكرِ هنا أنّ المُنتِجان كانا قد تعاونَا سابقًا في مجموعة أفلام من هذا النوع على غِرار يونايتد 93 وفيلم المنطقة الخضراء في عام 2016.